# وادي لومة
وادي لُومَة ويقال له قديما وادي ألومة أو وادي تلومة هو وادي يقع في حلي يسكنه ال صائل القرب قديماً حد الحجاز مع اليمن ويقع في مركز المظيلف التابع لمحافظة القنفذة التابعة لمنطقة مكة المكرمة غرب المملكة العربية السعودية.
ولُومَة وادٍ متوسط يأتي من فرعة غامد، ثم يمر بين وادي الأحسبة شمالًا، ووادي قنونا جنوبا، فيسيل في الساحل حتى يصب في البحر. 

## نبذة تاريخية
عرف الوادي قديما على أنه من أودية بني حرام من قبيلة كنانة حيث قال عنه علي العلوي من أعلام القرن السادس الهجري: ((ألومة وادٍ لبني حرام من كنانة قرب حلي وحلي حد الحجاز من جانب اليمن)).
وادي لومه يبدأ شرقاً من منطقة الباحة وتحديداً ينحدر من اعالي جبال محافظة غامد الزناد بمنطقة الباحة وينحدر باتجاه البحر غرباً وهو وادي كبير يمتاز بجيران السيول العظيمة فيه ويقع على ضفافه العديد من المزارع ويمتاز بوفرة مياهه وعذوبتها. 
وقد وصفه جون فيلبي في كتابه مرتفعات الجزيرة العربية بقوله:" دخلنا إلى دلتا لومة وأرض بني زبيد فيما يلي شعال، كان الجزء الأول منها سهلًا جذابًا معشباًا، تكسوه أزهار الربيع الصحراوية بما في ذلك نبات المداد ذو الأزهار البيضاء"

## روافد لُومَة
1. وادي سيالة: يأتي من الشمال، وسكانه من زبيد.
2. وادي بُريدة: يصب في لومة من الجنوب وسكانه بنو عيسى من حرب.
3. وادي يبس: أعلاه لغامد الزناد، وأسفله لحرب، وبه قريظ للمظاهرة من الكوامل من زبيد من حرب، وهما يبسان أحدهما يصب في الأحسبة والآخر في لومة.
4. يُبس: بالتصغير يصب في وادي لومة أعلى من وادي يبس المذكور سابقًا.[4]
5. وادي العنك من أودية العرضيات.[5]

## وصلات خارجية
- موقع إمارة منطقة مكة المكرمة